# Hayat (osmanisch-türkische Zeitschrift)
Die osmanisch-türkische Wochenzeitschrift Hayat (osmanisch حيات İA Hayāt; deutsch „Leben“) wurde von 1926 bis 1929 in Ankara und Istanbul in insgesamt 146 Ausgaben herausgegeben. Nachdem Mehmet Emin Erişirgil für die ersten 75 Ausgaben die Redaktion innehatte, übernahmen danach zunächst Nâfî Atuf Kansu und anschließend Faruk Nafız Çamlıbel das Amt. Sich selbst bezeichnete die Zeitschrift als „Literarische Meinungszeitschrift“.
Der Inhalt der Zeitschrift richtete sich besonders an Literaten und Philosophen und hatte die Absicht, die Intellektuellen zum innovativen Schreiben zu ermutigen. Sie enthielt darüber hinaus eine Sonderedition für Frauen.
Neben zahlreichen Artikeln, Gedichten, Geschichten, Essays, Rezensionen und Biographien erschienen auch diverses Bildmaterial, Fotografien und Illustrationen von politischen, intellektuellen und literarischen Persönlichkeiten, Kunstwerken und öffentlichen Veranstaltungen. Zu den bekannten Autoren gehörten u. a. Köprülüzade Mehmet Fuat, Fazıl Ahmet, Mustafa Şekip Tunç, Mehmet İzzet, Ahmet Refik und Necmettin Sadık.
Die Auswahl der Themen war breit gefächert und sollte in verschiedener Hinsicht das Interesse der Leser wecken, wie auch der Hauptartikel der 1. Ausgabe betont. Von politischen Themen, wie Nationalismus, Reformismus, Fortschritt, Modernisierung, Verstaatlichung und der Verbesserung der Wirtschaft, reichte das Spektrum bis hin zu Kunst und Wissenschaft. Generell unterstützte die Zeitschrift die Legitimität der neuen Regierung. Ein Artikel von 1929 beispielsweise, in dem Mustafa Kemal umworben wird, zeigt ihre Verbindung zur Ideologie der neuen türkischen Republik.
Die Übernahme des lateinischen Alphabets anstatt des arabischen begann ab der 90. Ausgabe im August 1928, wobei die vollständige Verwendung lateinischer Buchstaben schließlich mit der 95. Ausgabe im September 1928 eingeführt wurde.
Ein Abonnement der Zeitschrift war sowohl innerhalb als auch außerhalb des Landes verfügbar.